# Najaf

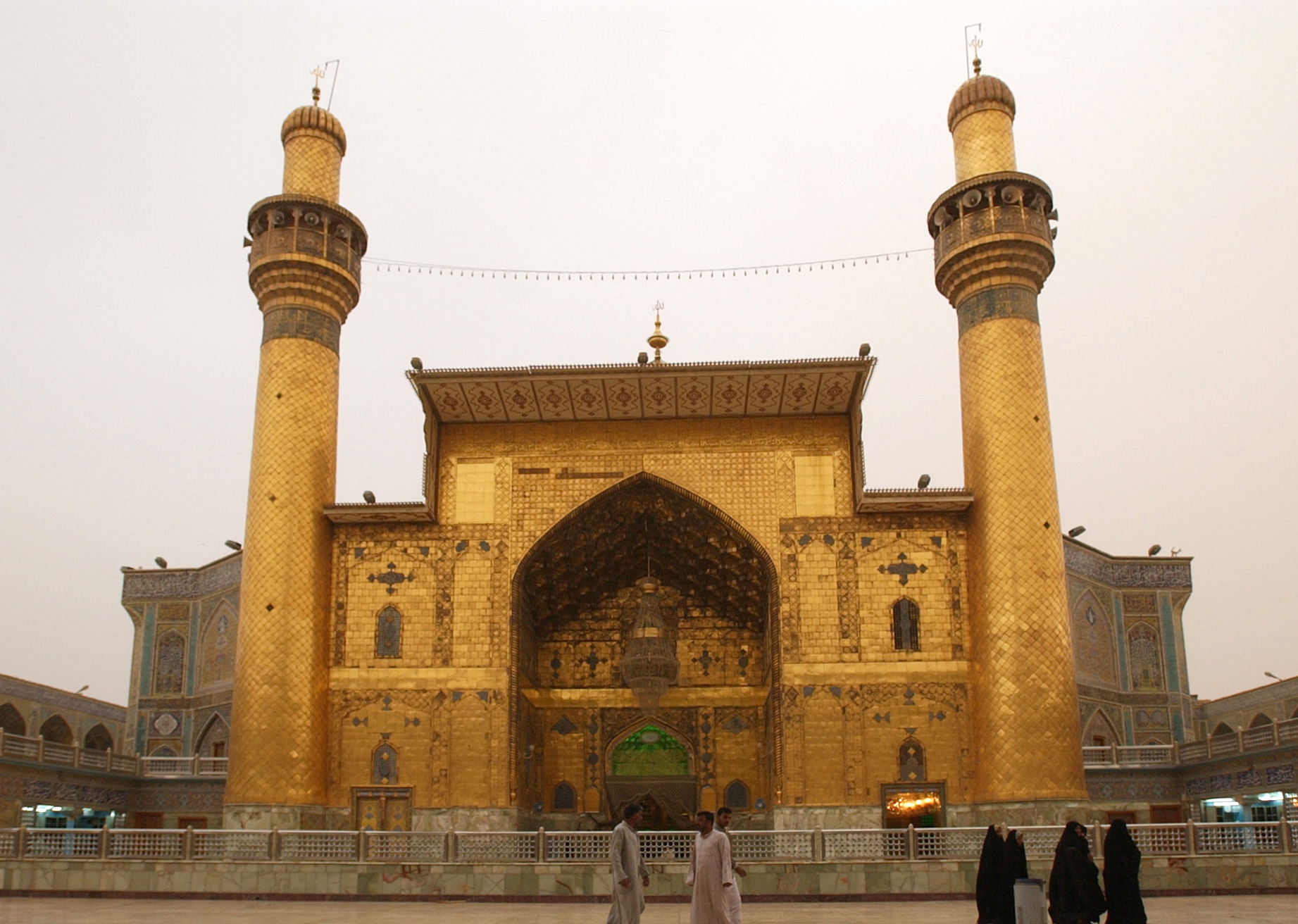
Mesquita de l'imam Alí, a Najaf

Najaf (àrab: النجف, an-Najaf, pronunciat an-Nàjaf) és una ciutat de l'Iraq, situada a uns 160 km al sud de Bagdad, a 10 km a la vora del desert, en un altiplà àrid. Cap al 2003 tenia 585.700 habitants, però actualment pot haver perdut població a causa de les penúries de la guerra. La ciutat és capital de la governació de Najaf, alhora que és una de les ciutats sagrades dels xiïtes i el seu centre de poder polític al país.

## Història
L'àrea de Najaf es troba molt a prop de la ciutat sassànida de Suristan i en temps dels sassànides era part de Bih-Kavad, província de l'Imperi Persa. segons la tradició Alí ibn Abi-Tàlib, fundador del xiïsme, fou enterrat prop de Kufa no lluny del dic que protegia la vila contra les crescudes de l'Eufrates, al lloc anomenat Nadjaf l-Kufa, però sota els omeies el lloc de la tomba fou mantingut en secret i el record es va oblidar; per tant el santuari de Najaf no pot ser la veritable tomba sinó segurament un lloc ja sagrat abans de l'islam, especialment tenint en compte que al mateix lloc es mostren les tombes d'Adam i de Noè. El santuari o capella dedicat a Alí es creu que fou fundat l'any 791 pel califa abàssida Harun ar-Raixid i es va dir Mashad Ali; al seu entorn va sorgir molt lentament la ciutat que va agafar el mateix nom.
L'hamdànida de Mossul Abu-l-Hayja Abd-Al·lah ibn Hamdan (905-916 i 925-929) va fer erigir al darrere de la tomba d'Ali una gran kubba molt ornamentada, i també una ciutadella. El buwàyhida Àdud-ad-Dawla hi va construir un mausoleu on va ser enterrat així com els seus fills Xàraf-ad-Dawla i Bahà-ad-Dawla; en aquesta època al-Najaf ja era una petita població amb el nom de Mashad Ali. Hasan ibn al-Fadl (+1023) va construir la muralla de la ciutat. Fou incendiada el 1051/1052 pel poble fanàtic de Bagdad però aviat fou reconstruïda. El sultà Màlik-Xah I i el seu visir Nidham-al-Mulk, que van estar a Bagdad el 1086/1087, van visitar Mashad Ali i també la tomba de Hussayn.
El governador mongol de Bagdad va fer construir un canal que passava per la població (1263) però que aviat va quedar fora d'ús. El Il-khan Ghazan (1295-1304) va construir a la població un convent de dervixos (khankah) i una casa d'hostes (dar al-siyada). El 1508 el safàvida Ismail I va fer arranjar el canal construir el 1263 i es va dir canal del Xa (Nahr akl-Shah), però avui dia es diu al-Kena. Ismail I va anar en peregrinació a Najaf i Karbala. Solimà el Magnífic va visitar també Najaf i Karbala el 1534/1535. Najaf seguia portant el nom de Mashad Ali però el nom de Najaf es feia servir alternativament.
Al segle xv i després sota l'Imperi Otomà a partir del segle xvi, Najaf va patir força a causa dels continus atacs per part de les tribus del desert i la falta d'aigua. Així, el nombre de cases habitades va baixar de les 3.000 a les 30 a principis del segle xvi. El 1623 Najaf va passar als perses però va retornar als otomans l'hivern del 1638 a 1639. Els atacs beduïns van seguir al segle xvii i XVIII. L'escassetat d'aigua es va resoldre amb la construcció del canal d'Hindiyya iniciat el 1793 i en funcionament el 1803 que es va unir al ja existent. Aquest fet va permetre el desenvolupament de la ciutat, de manera que la població passà en poc temps dels 30.000 als 60.000 habitants.
El 1806 la ciutat fou assetjada pels wahhabites. Al segle xix fou teatre de les lluites entre les faccions Zugurt i Shumurd. Diverses revoltes la van afectar i tropes otomanes van haver d'anar a la ciutat el 1842, 1852 i 1854. A finals del segle es van afegir dos nous canals que va ordenar construir Abdul Hamid II (1876-1909). Najaf fou sempre un centre de pelegrinatge i en el segle xix es va beneficar grans aportacions i de llegats del xa de Pèrsia Agha Muhammad Shah i del rei d'Oudh, entre d'altres. Tot i això, la ciutat va perdre a finals del segle xix la capitalitat religiosa del xiisme, que passà a la ciutat iraniana de Qom.
El 1910 els wahhabites van tornar a atacar Najaf. A partir del 1912 el subministrament d'aigua de l'Eufrates va millorar considerablement. Durant els cinc segles de la dominació otomana la ciutat va conservar una considerable autonomia sota els clergue xiïta (els mudjtahids i els kilid-dar o guardians del mausoleu). El 1915 quan es va intentar introduir el reclutament forçós van provocar una revolta local. Va passar poc després als britànics però només tres anys més tard, el 1918, els xeics van rebel·lar-se, assassinant el governador. En aquesta mateixa revolta es tallà el subministrament de gra a la tribu dels Anaza, aliada dels britànics. Com a revenja, l'exèrcit del Regne Unit assetjà la ciutat i tallaren el subministrament d'aigua. La rebel·lió fou sufocada i es va tallar així, per la força, el poder dels xeics.
No obstant Najaf va esdevenir un centre de resistència als britànics i també al rei Faysal I. Del 1965 al 1978 hi va residir exiliat l'aiatol·là iranià Khomeini i després d'això la ciutat va recuperar part del seu paper de gran centre religiós xiïta. El 1970 era part de la província de Karbala i la població s'estimava en 180.000 habitants, un quart d'ells iranians, que després foren expulsats durant la guerra Iran-Iraq.
Després de la primera guerra del Golf el 1991, la població es va revoltar contra el règim de Saddam Hussein però fou reprimida amb brutalitat; la cúpula daurada del mausoleu fou damnada i centenars de persones allí refugiades van morir o van ser ferits i els danys no es van reparar. El febrer de 1999 un dels principals clergues locals, Muħammad Sādiq as-Sadr, fou assassinat amb els seus dos fills quan anaven de Bagdad a Najaf; era el tercer assassinat de clergues xiïtes en un any i el règim de Saddam Hussein va aparèixer clarament al darrere, tot i que ho va negar i fins i tot va executar als suposats responsables. Un fill que va sobreviure, Moqtada al-Sadr, va assolir un rol polític de primer orde després de l'ocupació americana de l'Iraq el 2003.
Durant la invasió americana, la ciutat fou rodejada el 26 de març de 2003 i ocupada el dia 3 d'abril. Un cotxe bomba va explotar causant molts morts el 29 d'agost de 2003 (80 morts entre els quals l'aiatol·là Sayyid Muħammad Bāqir al-Ħakīm, el líder de l'organització xiïta Consell Suprem per la Revolució Islàmica a l'Iraq (SCIRI). El 4 d'abril de 2004 la ciutat fou atacada per les milícies del Mahdi. Forces americanes foren enviades a la ciutat i en la lluita es van produir danys a diverses mesquites i edificis; diversos combats van tenir llocs en els següents mesos.

## Nadius notables
- Sayyed Abdal·lah Behbahani, clergue xiïta assassinat el 1910